# 永山椿
永山 椿（ながやま つばき、2010年1月12日 - ）は、日本の子役、アーティスト、女優、歌手、ダンサー。Lucky²のメンバー。

## 来歴
2021年7月から、ガールズ×戦士シリーズ第5作となる「ビッ友×戦士 キラメキパワーズ!」に桃瀬キラリ/キラパワサニー役で出演した。

## 人物
- EXPG STUDIO OKINANA出身
- 中学でバスケットボール部に入っている。（Lucky²の中で唯一部活に入っている）
- 趣味：イラスト、ピアノ、(絵を描く)
- 特技：イラスト、(小さい子と仲良くなれるこ)
- 好きな食べ物：ゴーヤ、マグロ丼
- 好きな飲み物：ゆず茶、コーラ
- 好きな漫画/アニメ：「僕のヒーローアカデミア」、「チェンソーマン」、「鬼滅の刃」、「SPY×FAMILY」、「乙女ゲームの破滅フラグしかない悪役令嬢に転生してしまった…」、「神様はじめました」、「銀魂」、「ブルーロック」、「らんま1/2」、「約束のネバーランド」
- 好きなYouTuber/インフルエンサー：はじめしゃちょー、HIKAKIN、平成フラミンゴ
- 好きなスポーツ：バスケットボール
- 好きなゲーム：「Identity V」、「444回目のただいま」
- 好きな映画：「タイタニック」、「カラダ探し」、「すずめの戸締まり」、ハリー・ポッターシリーズ
- 好きな本：「カラダ探し」、「ちゃお」
- 好きな曲：Carly Rae Jepsen「Call Me Maybe」、Ariana Grande「No Tears Left To Cry」、Ado「アタシは問題作」、米津玄師「KICK BACK」
- 好きな絵文字：🍒🤍
- 好きな動物：ユニコーン、チーター、猫
- 好きなファッション：ボーイッシュ系、HipHop系
- 憧れの人：安室奈美恵、ローラ
- 座右の銘：「挑戦！」
- アーティストでなかったらやってみたい職業：イラストレーター

## 出演

### テレビ
- ビッ友×戦士 キラメキパワーズ!（2021年7月11日 - 2022年6月26日、テレビ東京） - 桃瀬キラリ/キラパワサニー 役
- おはスタ（2021年10月4日 - 2022年3月25日、テレビ東京） - おはガールfrom Lucky²
- リズスタ -Top of Artists!- -第31話（2022年11月06日）桃瀬キラリ/キラパワサニー 役[1]

### テレビアニメ
- ガル学。II 〜Lucky Stars〜（2022年、テレビ東京系列） - ツバキ 役[2]

### 映画
- 劇場版 ポリス×戦士 ラブパトリーナ! ～怪盗からの挑戦！ ラブでパパッとタイホせよ！～（2021年5月21日） - 桃瀬キラリ 役

### ラジオ
- Lucky²のラッキートーク! （2022年9月29日-、文化放送）
- Girls²ミサキとクレアのアニファン!（2023年6月29日、文化放送）

### コマーシャル
- エッカ石油株式会社「ハッピーの種 暮らしデザイン宣言」篇（2020年4月）